# KREMEN1
KREMEN1‏ (Kringle containing transmembrane protein 1) هوَ بروتين يُشَفر بواسطة جين KREMEN1 في الإنسان. تم الحفاظ على بروتين Kremen1 في الحبليات بما في ذلك الأمفيوكسس ومعظم أنواع الفقاريات. هذا البروتين هو مستقبل عبر الغشاء من النوع الأول للربيطات Dickkopf1،Dickkopf2، Dickkopf3، Dickkopf4، EpCAM وRspondin1.

## الوظيفة
يُشفِّر هذا الجين مستقبلًا غشائيًا عالي الألفة من نوع ديككوبف 1 (DKK1)، والذي يتعاون وظيفيًا مع DKK1 لحجب إشارات WNT/بيتا-كاتينين. يُعدّ البروتين المُشفَّر جزءًا من مُركَّب غشائي يُنظِّم إشارات WNT التقليدية من خلال البروتين 6 المرتبط بمستقبل البروتين الدهني (LRP6). يحتوي على نطاقات Kringle وWSC وCUB خارج الخلية. وقد لوحظت مُتغيِّرات نسخ مُوصَّلة بشكل بديل تُشفِّر أشكالًا مُتماثلة مُختلفة لهذا الجين.
يؤدي Kremen1 أيضًا وظيفةً في تحريض موت الخلايا عن طريق الاستماتة. هذا النشاط المُسبِّب للاستماتة مشروط ويعتمد على غياب الربيطة Dickkopf1. وقد أدت هذه الملاحظات إلى تصنيف هذا البروتين كمستقبل تبعي.
إن إخراج جين Kremen1 من الفأر ونظيره Kremen2 هو أمر قابل للحياة وخصب.